# Euderus chillcotti
Euderus chillcotti är en stekelart som beskrevs av Yoshimoto 1971. Euderus chillcotti ingår i släktet Euderus och familjen finglanssteklar. Inga underarter finns listade i Catalogue of Life.